# Cathayornis chabuensis
Cathayornis chabuensis — викопних вид енанціорносових птахів, що існував у ранньому крейдяному періоді (близько 125–112 млн років тому). Голотип (номер BMNHC-Ph000110a, b) складається з часткового скелету, знайдений у сланцевих відкладеннях формації Jingchuan у провінції Внутрішня Монголія у Китаї.